# Saint-Michel-de-Llotes
Saint-Michel-de-Llotes là một xã trong tỉnh Pyrénées-Orientales, vùng Occitanie phía nam nước Pháp. Xã Saint-Michel-de-Llotes nằm ở khu vực có độ cao trung bình 187 mét trên mực nước biển.